# Slobodna zemlja
Slobodna zemlja je politički koncept koji se odnosi na postojanje političkih, društvenih i ekonomskih sloboda u zemlji. Osim toga se odnosi na postojanje demokratskih institucija koje jamče slobodu u svakodnevnici, kao što su političke stranke, sindikati, političke oporbe, institucije vlasti, neovisnost sudstva, neovisnost medija. Obuhvaća i institucije koje bi sprijecavale političku represiju, mučenja, cenzuru i druge oblike uskračivanja slobode.
U povijesnoj svezi drugog svjetskog rata, termin slobodan zemljama je korišten za identifikaciju zapadnih saveznika u borbi protiv sila Osovine (nacističke Njemačke i fašističke Italije). Za vrijeme hladnog rata termin su rabili saveznici Sjedinjenih Država protiv SSSR-a. 
U oba slučaja, pojam je rabljen i u propagandne svrhe, bez obzira na djelotvornost političkih institucija.

## Vanjske poveznice
- Web of Freedom House
- Freedom in the Worid 2008 List of countries with map and graphics.